# 김선영 (배구 선수)
김선영(1990년 7월 12일 ~ )은 대한민국의 여자 배구 선수이며, 성남 한국도로공사 하이패스 제니스 소속이다. 2008년 10월 20일 열린 2008-2009시즌 여자 신인선수 드래프트에서 2라운드 4순위로 한국도로공사 하이패스 제니스에 입단하였다.

## 프로리그
- V리그 개인 최다 득점
- 2013년 11월 17일 기업은행전 29득점 (공격 25점, 서브 2점, 블로킹 2점)

## 수상 경력
- 2011년 수원 IBK 기업은행컵 프로배구대회 여자부 MVP